# Charles Bawden
Charles Roskelly Bawden FBA (22 de abril de 1924 – 11 de agosto de 2016) foi um professor de mongol na Universidade de Londres. De 1955 a 1984, ele era um conferencista, leitor, e professor de mongol na Escola de Estudos Orientais e Africanos (SOAS) na Universidade de Londres. Ele escreveu sobre a história mongol e literatura, e publicou um dicionário mongol-Inglês que é frequentemente citado como o mais abrangente disponível. John Man e Craig Clunas foram seus alunos.
Além de ter sido eleito membro da Academia Britânica, Ele também foi condecorado com a Ordem da Estrela Polar pelo governo mongol. Ele doou seus livros para a Ancient India and Iran Trust, da Universidade de Cambridge.
Ele morreu em 11 de agosto de 2016, aos 92 anos de idade.